# Hohokam Pima National Monument
Hohokam Pima National Monument ist ein kleines Schutzgebiet vom Typ eines National Monuments im Süden des US-Bundesstaates Arizona. Es bewahrt unter der Verwaltung des National Park Service eine heute Snaketown (Schlangenstadt) genannte, prähistorische Siedlung von Indianern der Hohokam-Kultur.
Das Gebiet liegt im Pinal County, südwestlich von Chandler, vollständig innerhalb der Gila-River-Reservation der Pima-Indianer und ist für die Öffentlichkeit nicht zugänglich. Seit 1990 steht das Gebiet auf der Vorschlagsliste für eine Anerkennung als UNESCO-Welterbe.

## Die Siedlung
Die Hohokam-Indianer besiedelten Mittel- und Südarizona von etwa 2100 v. Chr. bis ca. 1500. Sie waren Ackerbauern und bauten auf dem trockenen Boden der Halbwüste neben den drei hauptsächlichen Nutzpflanzen Mais, Bohnen und Squash-Kürbis auch Baumwolle und Tabak an. Für die Bewässerung ihrer Felder bauten die Hohokam Kanäle vom Gila River.
Die heute Snaketown genannte Siedlung im Tal des Gila Rivers wurde etwa 300 v. Chr. gegründet und um 1100 verlassen. Die Siedlung bestand aus Grubenhäusern, deren Wände aus Flechtwerk und Adobe-Lehmziegeln gebaut wurden. Über 60 Feuerstellen lassen sich nachweisen, die Zahl dürfte etwa der Anzahl der Gebäude entsprechen. Sie waren um einen zentralen Platz gruppiert. Zur Siedlung gehörten zwei ovale Flächen, die traditionell mit Feldern für das Mesoamerikanische Ballspiel identifiziert wurden. 2009 wurde jedoch vorgeschlagen, dass es sich um Tanzböden handelt, aus denen die bis in das 20. Jahrhundert bestehenden Traditionen des Vikita-Festes der Papago hervorgegangen sind. Die gekrümmten Seitenlinien und die niedrigen Begrenzungen, sowie weitere Merkmale machen die Plätze der Hohokam für das Ballspiel ungeeignet, entsprechen aber den Formen der Papago.
Im Gebiet wurden vielfältige keramische Gefäße gefunden sowie Schmuck aus Muschelschalen und Schneckenhörner. Zu den aufwändigsten Objekten der Grabung gehören 52 Steinplatten, die mit einer dünnen Schicht aus Pyrit beklebt waren. Die Objekte gehören zu einer Fundgattung, die in Mittelamerika weit verbreitet ist, in den heutigen USA aber nur aus dem südlichen Arizona und einem Fundort in New Mexico bekannt ist. Sie werden als Spiegel interpretiert und können auf Englisch als pyrite-encrusted mirrors und auf Spanisch als espejos de pirita bezeichnet werden. Die Steinplatten waren mit einem Klebstoff aus Harzen mit dünnen, sehr exakt geschnittenen Schichten von Eisendisulfid in Pyritform beklebt. Die Schicht setzte sich aus zwischen einem außergewöhnlich großen Stück und bis zu 40 oder 50 einzelnen Elementen zusammen. Sie waren trotz der Härte des Materials exakt auf Passung gearbeitet, was besonders bemerkenswert ist, da die einzelnen Teile Polygone waren, die nie unter vier und bis zu neun Seiten aufwiesen. Diese Spiegel wurden nur zum Teil als Instrument in der Hand eingesetzt, Spuren von Bohrungen zeigen, dass sie an der Kleidung befestigt oder in Kopfbedeckungen eingearbeitet waren.
Schellen und kleine Figuren aus Kupfer wurden nicht vor Ort gefertigt, sondern aus Mittelamerika gehandelt.
Die Siedlung wurde 1934 von der Gila Pueblo Archaeological Foundation unter der Leitung von Harold S. Gladwin ausgegraben. Von 1964 bis 1965 fand eine zweite Untersuchung unter Emil Haury statt. Die Ausgrabungen wurden nach dem Abschluss wieder vollständig verfüllt. An der Oberfläche sind keine Bauten oder anderen Spuren zu sehen. Artefakte aus der Siedlung sind in mehreren Museen in Phoenix und im nahe gelegenen Casa Grande Ruins National Monument ausgestellt.
Am 29. April 1964 wurde die prähistorische Siedlung Snaketown als National Historic Landmark anerkannt. Das National Monument wurde am 19. Juli 1974 in das National Register of Historic Places aufgenommen.